# 日本で一番悪い奴ら
『日本で一番悪い奴ら』（にほんでいちばんわるいやつら）は、2016年6月25日公開の日本映画。

## 概要
原作は稲葉圭昭による『恥さらし　―北海道警 悪徳刑事の告白―』（講談社文庫）であり、稲葉事件をモチーフに、現役警察官による覚せい剤取引や拳銃売買、そして背景にある警察の組織的な裏金作りや不祥事、それに翻弄され没落していく道警刑事を描いた作品。タイトルのみ、原作とは別に同じ事件を取材した織川隆のノンフィクション『北海道警察　日本で一番悪い奴ら』（講談社、だいわ文庫）から取っている。
主演の綾野剛は役のために体重を10キロ以上増量させ、肌を焼き顔に酒を塗って顔をむくませたという。
1970年代の札幌市を舞台としているが、現在の札幌では昭和の雰囲気が出しづらいためにロケの大半は三重県の四日市市と桑名市で行われ、現地ロケはすすきのなどの一部で行われたのみである。そのため北海道にはあまり使われない瓦屋根が映らないように配慮して撮影している。
出演者の音尾琢真の父親は、稲葉事件の犯人である稲葉圭昭とは同僚の関係であった。監督である白石和彌が稲葉と会った際に、音尾がかつての同僚の息子である事を伝えると、稲葉は驚いたという。

## あらすじ
諸星要一（綾野剛）は、大学時代に鍛えた柔道の腕前を買われて北海道警の刑事となった。諸星は強い正義感を持ち合わせているが、なかなかうだつが上がらない。そんな中、先輩刑事の村井（ピエール瀧）から、「刑事は点数、点数稼ぐには裏社会に飛び込み『S』（スパイ）を作れ」と教えられ、暴力団と密接な関係を持ちながら、上司からの難題を次々と解決していく。やがて、裏社会のスパイとともに悪事に手を染めていく。

## キャスト
- 諸星要一：綾野剛

北海道警刑事。機動捜査隊、マル暴、銃器対策課を歴任。裏社会に「S」（Spy、つまり情報提供者）を作れという先輩の教えに従って暴力団員と付き合い、情報提供を依頼することで「道警のエース」と称される敏腕刑事と評価されるようになる。やがて銃器を自らロシアから密輸して点数を稼ぐという摘発の水増し手法を編み出すが、情報料や密輸費用を自らの借金で賄っていたため経済的に逼迫し、麻薬密売に手を染めるようになる。
- 山辺太郎：YOUNG DAIS [7]

本業はDJだが、ロシア語が話せることから麻薬の運び屋として黒岩に使われていた。捜査に協力する「S」となったことをきっかけに諸星に心酔し、「オヤジ」と呼んで慕うようになる。
- アクラム・ラシード：植野行雄（デニス） [7]

小樽市で中古車販売業に従事するパキスタン人で、実態は盗難車のバイヤー。捜査に協力する「S」として、密入国外国人の手配などを取り仕切る。
- 田里由貴：矢吹春奈

すすきのの高級ホステス。若手刑事時代から諸星と親しい関係となるが、まともに恋人としては見てもらえず、金づるとして利用される。
- 廣田敏子：瀧内公美

北海道警の婦警。諸星を将来の道警エースと見込んで惹かれていたが、転落につれて興味をなくしてゆく。
- 猿渡隆司：田中隆三

北海道警銃器対策課長。諸星の功績を利用して出世してゆく。北海道警裏金事件に関与していたとおぼしき言動を見せる。
- 岸谷利雄：みのすけ

北海道警銃器対策課刑事。諸星の上司。諸星の手法を黙認する。
- 小坂亮太：中村倫也

北海道警銃器対策課の新人刑事。
- 漆原琢磨：勝矢

北海道警銃器対策課次長。諸星の手法に当初は疑問を持っていたが、次第に染まってゆく。
- 桜庭幸雄：斎藤歩

北海道税関の職員。岸谷と同期。銃器対策課と合同の泳がせ捜査に協力する。
- 沙織：白石糸

山辺と結婚するが、離婚してシングルマザーとなる。
- エリコ： 松岡依都美[8]

由貴の先輩ホステスで、村井の情婦。
- ソープ嬢：美泉咲

黒岩が諸星にあてがったソープ嬢。
- 常見裕樹：長田成哉

金髪のチンピラ。すすきので名刺を配り歩いていた諸星に麻薬使用者の旭真会構成員（小林且弥）を内通した、最初の「S」。
- 柔道部監督：高阪剛
- 柔道部員：菊野克紀
- 栗林健司：青木崇高

若手時代の諸星の指導担当であった先輩刑事。諸星の成長後はライバル関係になる。
- 加賀谷力：木下隆行（TKO）

関東の大物暴力団員。
- 国吉博和：音尾琢真

警視庁銃器対策室刑事。
- 村井定夫：ピエール瀧 [7]

北海道警刑事。道警きっての敏腕刑事として知られ、裏社会に「S」を作ることを諸星に教えた。暴力団員に女を要求する悪癖があり、黒岩にハメられて淫行で逮捕される。
- 黒岩勝典：中村獅童 [7]

札幌の弱小暴力団・旭真会の幹部。内地から進出してくる暴力団への対抗心から、旭真会を抜けて諸星の最有力の「S」となる。

## スタッフ
- 監督：白石和彌
- 脚本：池上純哉
- 原作：稲葉圭昭「恥さらし 北海道警 悪徳刑事の告白」（講談社文庫）
- 音楽：安川午朗
- 主題歌：東京スカパラダイスオーケストラ feat. Ken Yokoyama 「道なき道、反骨の。」（JUSTA RECORD / cutting edge）[9]
- 製作：由里敬三、遠藤茂行、中西一雄、矢内廣、荒波修、細字慶一
- エグゼクティブ・プロデューサー：田中正、柳迫成彦
- 企画：千葉善紀、赤城聡
- プロデューサー：高橋信一、田中誠一
- 撮影：今井孝博
- 美術：今村力
- 照明：金子康博
- 録音：浦田和治
- 音響効果：柴崎憲治
- 編集：加藤ひとみ
- 音楽プロデューサー：津島玄一
- 装飾：京極友良
- 衣装：宮本まさ江
- ヘアメイク：小山徳美
- キャスティング：杉野剛
- 助監督：是安祐
- 制作担当：宮森隆介
- 配給：東映、日活
- 制作プロダクション：ジャンゴフィルム
- 企画協力：フラミンゴ
- 企画・製作幹事：日活
- 製作：「日本で一番悪い奴ら」製作委員会（日活、東映、木下グループ、カルチュア・エンタテインメント、ぴあ、GYAO、ポニーキャニオンエンタープライズ）

## 評価

### 受賞歴
- 第15回ニューヨーク・アジア映画祭 ライジングスター賞（綾野剛）[10]
- 第40回日本アカデミー賞 優秀主演男優賞（綾野剛）